# 小鹿村 (岐阜県)
小鹿村（おじかむら）は、かつて岐阜県本巣郡に存在した村である。現在の本巣市根尾小鹿に該当する。
根尾川の支流の根尾東谷川沿いの村であった。

## 歴史
- 1876年（明治8年） - 東小鹿村と西小鹿村が合併し発足。
- 1889年（明治22年）7月1日 - 町村制により小鹿村が発足。
- 1897年（明治30年）4月1日 - 本巣郡板所村・板屋村・上大須村・下大須村・奥谷村・口谷村・松田村 → 東根尾村と合併し東根尾村が発足。同日小鹿村廃止。

## 神社・仏閣
- 君津神社